# 巴金 (倫敦)
巴金是英國英格蘭倫敦東郊的一個地區，在行政區劃上屬於巴金-達根罕倫敦自治市。巴金位於查令十字以東8.8英里（14.2）處，是倫敦計劃中設定的大倫敦地區的35個中心之一。巴金在歷史上曾屬於埃塞克斯郡。1965年巴金被劃入大倫敦地區。